# Avellanet (els Masos)
Avellanet ([əβəʎə'nɛt] o [bəʎə'nɛt], antigament els Masos de l'Avellanet, i en grafies antigues Baillanet o Ballanet) és un poble de la comuna dels Masos, a la comarca nord-catalana del Conflent.
És situat a ponent del terme comunal, prop del límit amb el terme municipal de Prada.

## Etimologia
En un llarg article sobre tots els topònims derivats del mot llatí abellana, nom de l'arbre fruiter, l'avellaner, Joan Coromines parla dAvellanet com d'un derivat amb el sufix col·lectiu -ētum.

## Història
El seu nom apareix documentat per primer cop al 865, com a villare Avellaneto en una donació que el comte Guifré II de Cerdanya va fer el 1035. S'hi indica que aquell any pertanyia a Marquixanes, com encara ho feia a finals del segle xvi, igual que els pobles de La Sagristia, el Roure i Joncet, que en l'actualitat integren la comuna dels Masos.
En aquest nucli hi ha la capella de Sant Sebastià, esmentada el 1626. S'hi conserva una peça històrica: un exvot datat el 1632. També hi ha documentació d'una altra església, aquesta dedicada a 
Sant Julià, esmentada el 1276.